# Dolný Hričov
Dolný Hričov (em húngaro: Alsóricsó) é um município da Eslováquia, situado no distrito de Žilina, na região de Žilina. Tem 12,45 km² de área e sua população em 2018 foi estimada em 1.618 habitantes.

## Demografia
| Ano:        | 1994 | 2004   | 2014   | 2024   |
| ----------- | ---- | ------ | ------ | ------ |
| Broj ljudi: | 1404 | 1496   | 1548   | 1692   |
| Razlika:    |      | +6,55% | +3,47% | +9,30% |

| Ano:               | 2023 | 2024   |
| ------------------ | ---- | ------ |
| Número de pessoas: | 1673 | 1692   |
| Diferença:         |      | +1,13% |